# Xar
Xar (shar) fou un títol de sobirans de l'Àsia central (al modern Afganistan) a l'inici de l'època islàmica, probablement ja existent en temps anteriors. Xar o shar és la forma àrab i derivaria del persa sher o shir i del vell persa khshatriya (cap, no pas sher = lleó).
Els portaven els sobirans locals de Ghardjistan que a vegades és esmentat com Ghardj al-Shar (Les muntanyes del xar), que foren vassalls samànides i després gaznèvides; pels sobirans locals de Bamiyan; i pels sobirans abudawúdides i banijúrides de Khuttal (Shir-i Khuttalan).